# Чилійська академія мови
Чилійська академія мови (ісп. Academia Chilena de la Lengua) — наукова установа Чилі, що об'єднує групу вчених та експертів в галузі іспанської мови. Входить до складу Асоціації академій іспанської мови та є однією з установ Інститута Чилі (фактично - національної Академії наук).
Створена в Сантьяго 5 червня 1885 групою чилійських інтелектуалів на чолі з письменником та політиком Хосе Вікторіно Ластарріа. Спочатку до складу Академії входило 18 членів, які призначалися Іспанською королівською академією. В даний час до складу Академії входить 36 дійсних членів (академіків), члени-кореспонденти в регіонах Чилі та за кордоном, а також чотири почесні члени.

## Нагороди
Щороку Академія присуджує чотири нагороди:
- Premio Academia - автору найкращого літературного твору, опублікованого в Чилі;
- Premio Alejandro Silva de la Fuente - журналісту за майстерне володіння іспанською мовою у своїх публікаціях;
- Premio Alonso de Ercilla — особі чи установі, яка зробила великий внесок у вивчення та розповсюдження чилійської літератури;
- Premio Doctor Rodolfo Oroz – автори наукових досліджень у сфері лінгвістики.

## Видання
Академія видає такі періодичні видання:
- Бюлетень Академії мови (ісп. Boletín de la Academia de la Lengua), з 1915;
- Словник чилійського діалекту іспанської мови (ісп. Diccionario del Habla Chilena), з 1976;
- Cuadernos del Centenario із 1985;
- Ідіоматичні примітки (ісп. Notas Idiomáticas) з 1996, щоквартальний інформаційний бюлетень, спільно з представництвом ЮНЕСКО в Чилі.

## Керівники
- Хосе Вікторіно Ластарріа, 1885-1888
- Архієпископ Кресченте Ерасуріс, 1914-1931
- Мігель Луїс Амунатегі Рейєс, 1931-1949
- Алехандро Сільва де ла Фуенте, 1949-1952
- Рікардо Давіла Сільва, 1952-1959
- Родольфо Орос, 1959-1980
- Алехандро Гарретон Сільва, 1980
- Роке Естебан Скарпа, 1980-1995
- Альфредо Матус Олів'єр, 1995 - теперішній час.